# Lana

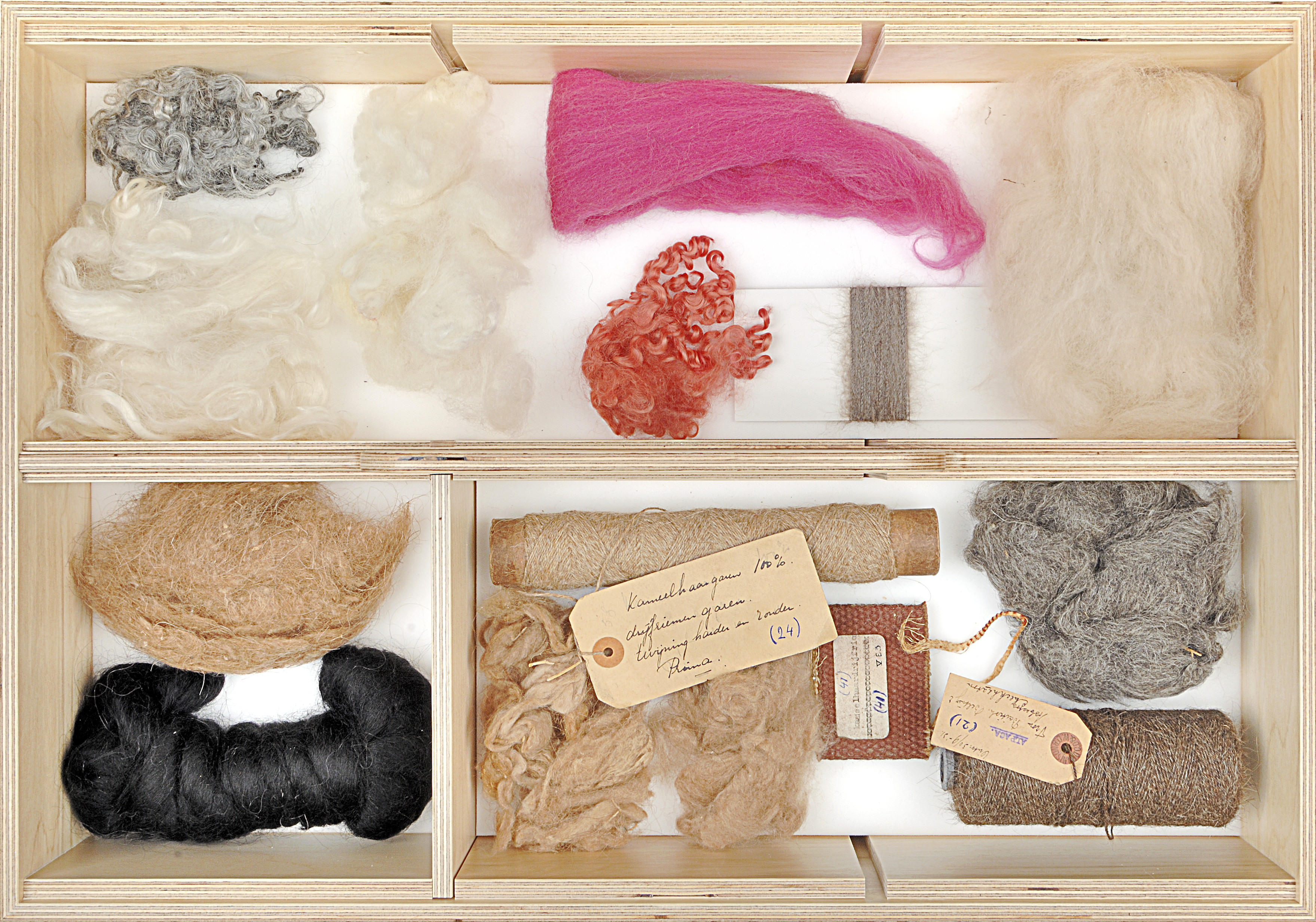
Fibras animales: Alpaca, Camello, Lama, Mohair, Angora, lana Merino teñida, lana Wensleydale teñida. Bandeja y muestras del gabinete textil en el Museo Textil de Tilburg. Interior del armario realizado por Simone de Waart, Material Sense.

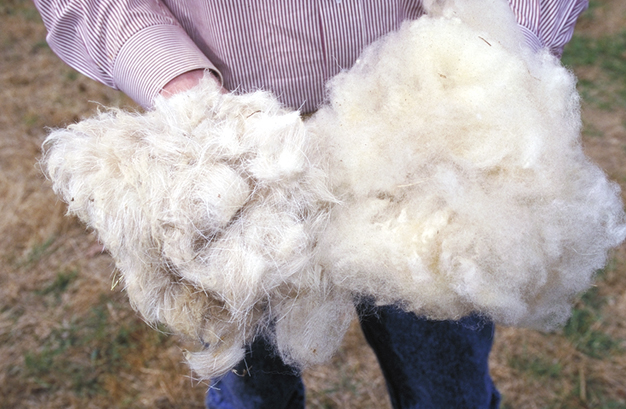
Lana de fibra corta y lana de fibra larga.

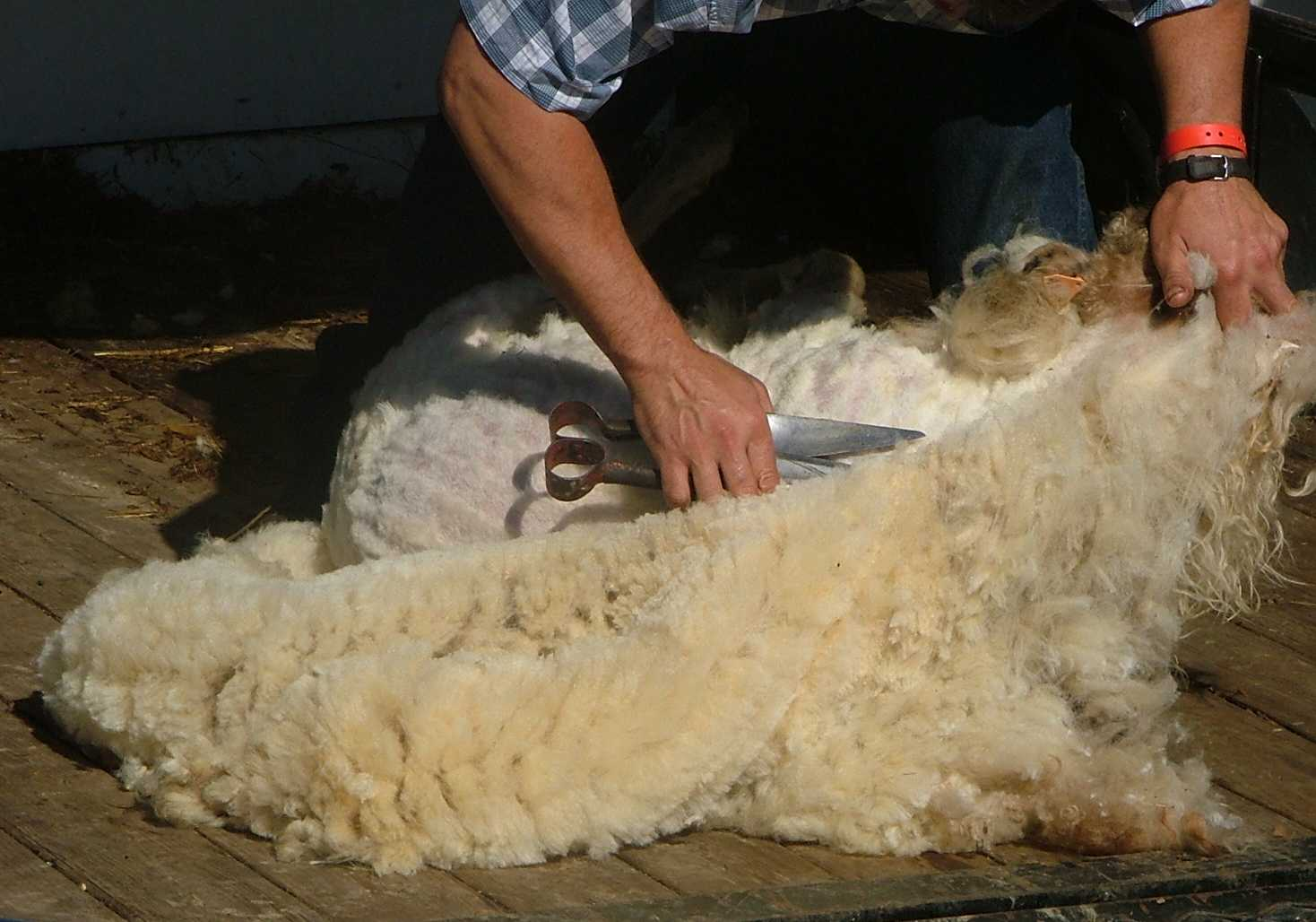
Esquila a tijera.

La lana es una fibra natural que se obtiene de los ovinos (caprinos y, principalmente, ovejas) y de otros animales como llamas, alpacas, guanacos, vicuñas o conejos, mediante un proceso denominado esquila. Se utiliza en la industria textil para confeccionar productos tales como sacos, mantas, guantes, calcetines, suéteres, etc. Contiene lanolina y creatina, aceites naturales.
Los productos de lana son utilizados en su mayoría en zonas frías porque con su uso se mantiene el calor corporal; esto es debido a la naturaleza de la fibra del material.

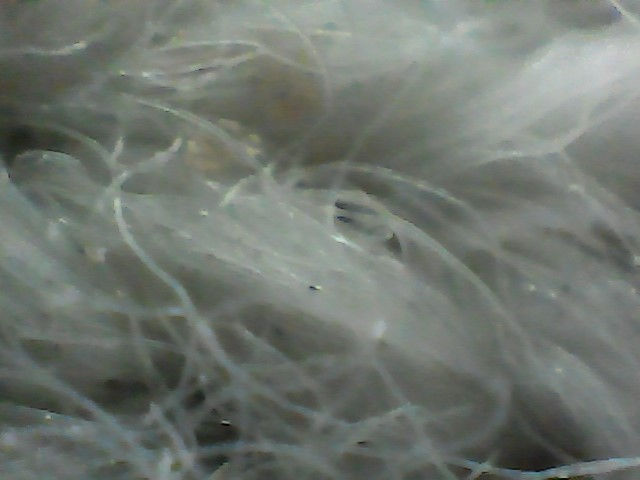
Tejido de lana

La utilización de la lana por parte del hombre se remonta al Neolítico.

## Historia
Aunque las ovejas se domesticaron entre 9.000 y 11.000 años atrás, inicialmente sólo por su carne y leche. Las pruebas arqueológicas encontradas en Irán no muestran pruebas de una selección de las ovejas más lanudas (las salvajes tenían mucho menos que las actuales) hasta el año 6000 a. C. Los primeros fragmentos de ropa hecha con lana que se han descubierto datan de entre el 4000 y el 3000 a. C. Las ovejas lanudas fueron introducidas desde Oriente Próximo a Europa al inicio del 4.º milenio antes de nuestra era aunque el tejido de lana más antiguo que se conserva es de 1500 a. C. en Dinamarca. Antes de la invención de las tijeras, probablemente en la Edad del Hierro, la lana se arrancaba a mano o con peines de bronce. En tiempos romanos, la lana, el lino y el cuero vestían a la población europea; el algodón de la India era una curiosidad de la que solo los naturalistas habían oído hablar; y la seda, importada a lo largo de la Ruta de la Seda de China, era un bien de lujo extravagante. Plinio el Viejo registra en su Historia natural que Tarentum gozaba de la reputación de producir la lana más fina, donde la cría selectiva había producido ovejas con vellones superiores, pero que requerían cuidados especiales.
En la época medieval, a medida que se expandían las conexiones comerciales, las ferias de Champaña giraban en torno a la producción de telas de lana en pequeños centros como Provins. La red desarrollada por las ferias anuales significó que las lanas de Provins podrían llegar a Nápoles, Sicilia, Chipre, Mallorca, España, e incluso Constantinopla. El comercio de la lana se convirtió en un negocio serio, generador de capital. En el siglo XIII, el comercio de lana se convirtió en el motor económico de los Países Bajos y el centro de Italia. A fines del siglo XIV, predominaba Italia. El gremio de lana florentino, Arte della Lana, enviaba la lana inglesa importada al convento de San Martino para su procesamiento. La lana italiana de los Abruzos y las lanas merino españolas se procesaban en los talleres de Garbo. La lana de Abruzzo había sido una vez la más accesible para el gremio florentino, hasta que las relaciones mejoradas con los comerciantes en Iberia hicieron que la lana merina estuviera más disponible. En el siglo XVI, las exportaciones de lana italiana al Levante habían disminuido y finalmente fueron reemplazadas por la producción de seda.
Ambas industrias, basadas en la exportación de lana cruda inglesa, solo rivalizaban con los de pasto del siglo XV de Castilla y eran una fuente importante de ingresos para la Corona inglesa, que en 1275 había impuesto un impuesto a la exportación de lana llamado "Gran Costumbre". La importancia de la lana para la economía inglesa se puede ver en el hecho de que desde el siglo XIV, el presidente de la Cámara de los Lores se ha sentado en el "Woolsack", una silla rellena de lana.
Las economías de escala se instituyeron en las casas cistercienses, que habían acumulado grandes extensiones de tierra durante los siglos XII y XIII, cuando los precios de la tierra eran bajos y la mano de obra todavía escasa. La lana cruda se embalaba y se enviaba desde los puertos del Mar del Norte a las ciudades textiles de Flandes, en particular Ypres y Gante, donde se teñía y trabajaba como tela. En el momento de la Peste Negra, las industrias textiles inglesas representaban alrededor del 10% de la producción de lana inglesa. El comercio textil inglés creció durante el siglo XV, hasta el punto de que se desalentó la exportación de lana. A lo largo de los siglos, varias leyes británicas controlaron el comercio de lana o requirieron el uso de lana incluso en los entierros. El contrabando de lana fuera del país, conocido como "Owling", en un momento se castigaba con la amputación de una mano. Después de la Restauración, las finas lanas inglesas comenzaron a competir con las sedas en el mercado internacional, en parte con la ayuda de las Leyes de navegación; en 1699, la Corona inglesa prohibió a sus colonias americanas comerciar lana con nadie más que con la propia Inglaterra.
Una gran parte del valor de los textiles de lana estaba en el teñido y el acabado del producto tejido. En cada uno de los centros del comercio textil, el proceso de fabricación llegó a subdividirse en una colección de oficios, supervisados por un empresario en un sistema llamado por los ingleses el sistema "putting-out", o "industria artesanal", y el Verlagssystem por los alemanes. En este sistema de producción de telas de lana, una vez perpetuado en la producción de estilo Harris tweed, el empresario proporciona las materias primas y un anticipo, el resto se paga a la entrega del producto. Los contratos escritos vinculaban a los artesanos a términos específicos. Fernand Braudel rastrea la aparición del sistema en el auge económico del siglo XIII, citando un documento de 1275. El sistema eludió efectivamente las restricciones de los gremios.
Antes del florecimiento del Renacimiento, los Medici y otras grandes casas bancarias de Florencia habían construido su riqueza y sistema bancario sobre su industria textil basada en la lana, supervisada por el Arte della Lana, el gremio de la lana: los intereses textiles de la lana guiaron las políticas florentinas. Francesco Datini, el "comerciante de Prato", estableció en 1383 un Arte della Lana para esa pequeña ciudad toscana. Las cabañeras de Castilla estaban controladas por la Mesta, la unión de propietarios de ovejas.
Estos dieron forma al paisaje ya la fortuna de la meseta que se encuentra en el corazón de la península ibérica; en el siglo XVI, una España unificada permitió la exportación de corderos Merinos solo con permiso real. El mercado de lana alemán, basado en ovejas de origen español, no superó a la lana británica hasta relativamente tarde.. La Revolución industrial introdujo la tecnología de producción en masa en la fabricación de lana y telas de lana. La economía colonial de Australia se basó en la cría de ovejas, y el comercio de lana australiano finalmente superó al de los alemanes en 1845, proporcionando lana para Bradford, que se desarrolló como el corazón de la producción de lana industrializada.

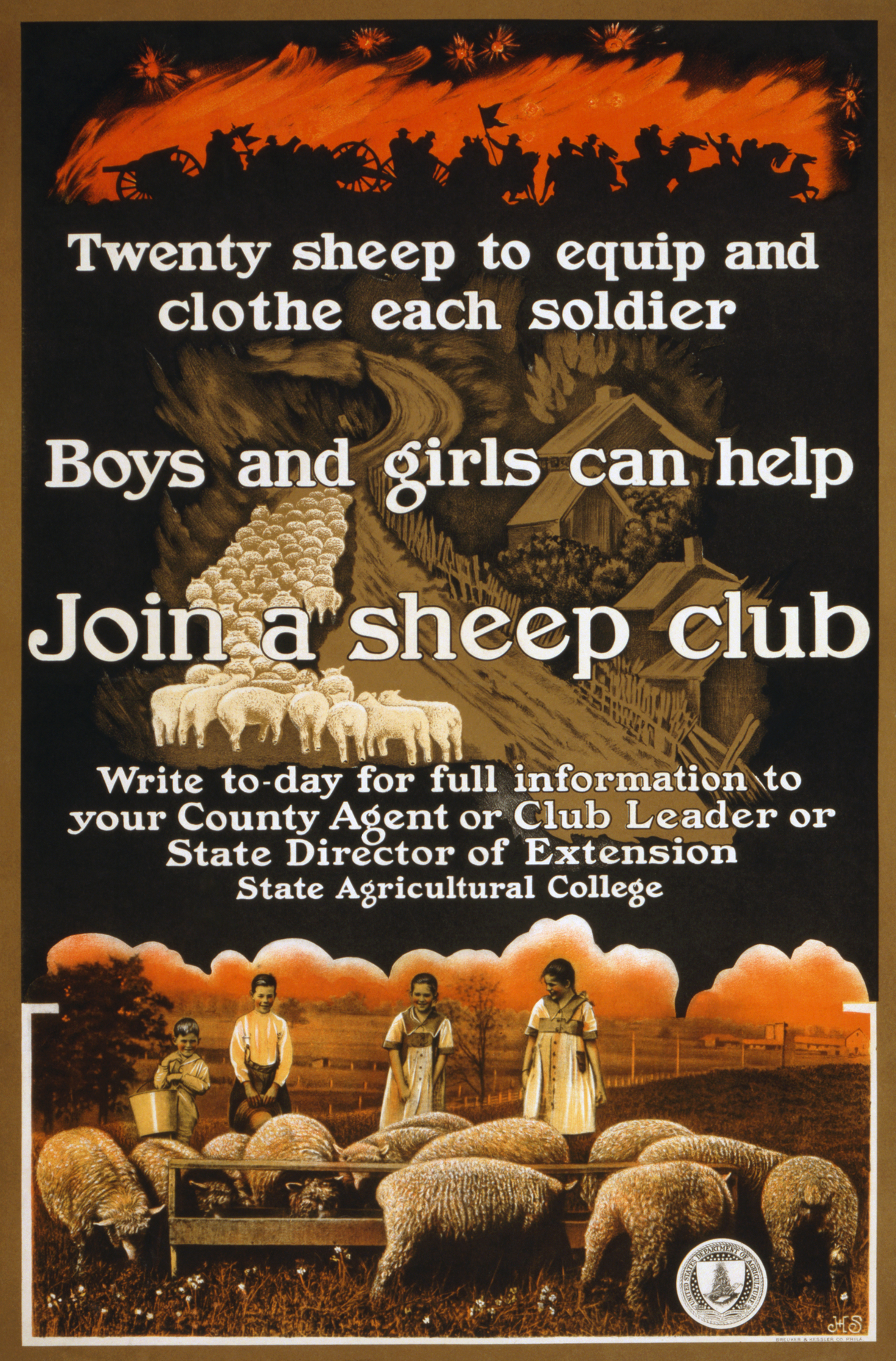
Un póster de la era de la Primera Guerra Mundial patrocinado por el Departamento de Agricultura de los Estados Unidos que anima a los niños a criar ovejas para proporcionar los suministros de guerra necesarios.

Debido a la disminución de la demanda con el aumento del uso de fibras sintéticas, la producción de lana es mucho menor que en el pasado. El desplome del precio de la lana se inició a fines de 1966 con una caída del 40%; con interrupciones ocasionales, el precio ha tendido a la baja. El resultado ha sido una producción y un movimiento de recursos drásticamente reducidos hacia la producción de otros productos básicos, en el caso de los criadores de ovejas, hacia la producción de carne.
El avance de la lana lavable apareció por primera vez a principios de la década de 1970 para producir lana que ha sido tratada especialmente para que se pueda lavar a máquina y se pueda secar en secadora. Esta lana se produce utilizando un baño de ácido que elimina las "escamas" de la fibra, o recubriendo la fibra con un polímero que evita que las escamas se adhieran entre sí y causen encogimiento. Este proceso da como resultado una fibra que mantiene la longevidad y durabilidad sobre los materiales sintéticos, mientras conserva su forma.
En diciembre de 2004, un fardo de la lana más fina del mundo en ese momento, con un promedio de 11,8 micrones, se vendió por 3000 dólares australianos por kilogramo en una subasta en Melbourne, Victoria. Esta lana polar probó con un rendimiento promedio de 74.5%, 68 mm de largo, y tenía 40 newtons por kilotex de fuerza. El resultado fue 279 000 dólares australianos por el fardo.
El fardo de lana más fino jamás subastado se vendió por un récord estacional de 2690 dólares australianos por kilo durante junio de 2008. Este fardo fue producido por Hillcreston Pinehill Partnership y medía 11,6 micrones, 72,1% de rendimiento y tenía una medida de resistencia de 43 newtons por kilotex. El fardo obtuvo $247 480 y se exportó en India.
En 2007, se desarrolló y vendió en Japón un nuevo traje de lana que se puede lavar en la ducha y que se seca listo para usar en cuestión de horas sin necesidad de plancharlo. El traje fue desarrollado con lana merino australiana y permite que los productos tejidos hechos de lana, como trajes, pantalones y faldas, se limpien usando una ducha doméstica en el hogar.
En diciembre de 2006, la Asamblea General de las Naciones Unidas proclamó 2009 como el Año Internacional de las Fibras Naturales, con el fin de elevar el perfil de la lana y otras fibras naturales.

## Esquila y obtención de la lana

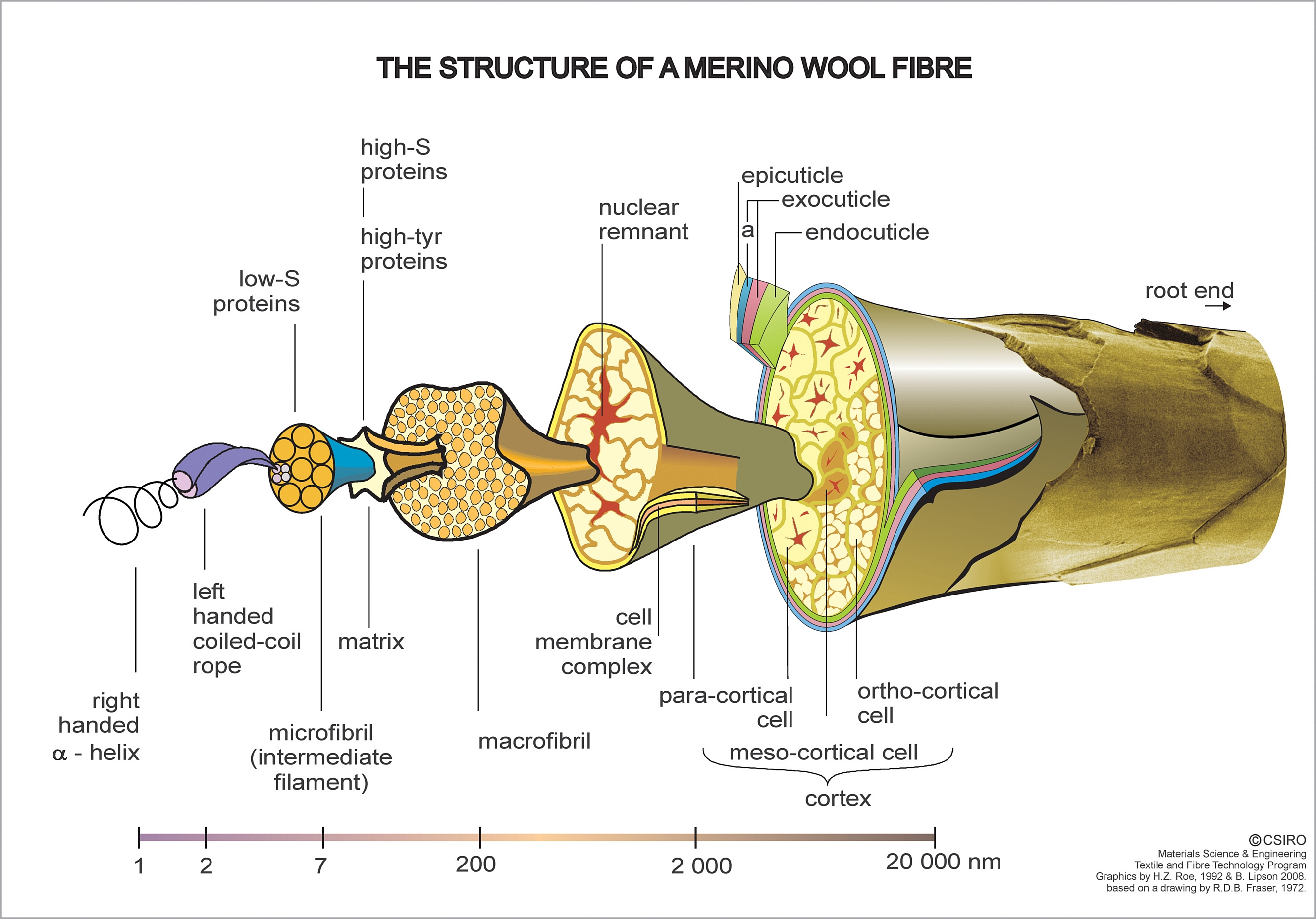
La estructura de una fibra de lana

La esquila se realiza una vez por año, y luego se espera que la lana crezca nuevamente durante doce meses, para volver a esquilar en el siguiente verano. 

### Técnicas de esquilado
Para el esquilado existen dos técnicas o métodos claramente diferenciados:
Método criollo o maneado
Es el método más tradicional y antiguo, donde el animal es atado (maneado) antes de comenzar a cortar el vellón. Terminado el corte se suelta la oveja para esquilar la barriga y hacer el desgarre.
Método australiano, Tally hi o desmaneado
Es un método que surge posteriormente y que realiza las operaciones de corte con el animal suelto, para lo cual se ubica al animal sentado y el esquilador opera desde atrás del mismo. Se comienza primero por la zona del estómago y termina por la cabeza para conseguir la lana con seguridad.

### Instrumentos de esquilado
La esquila, independientemente de la técnica o método empleados, se puede hacer a mano con tijeras (esquila manual) o con máquina para esquilar (esquila mecánica), que puede ser fija o portátil.

## Ovejas y calidad de la lana
Las lanas más valiosas son las que proceden de ovejas de tres a seis años. Una oveja produce al año de uno a tres kilos de lana fina o de dos a seis kilos de lana gruesa, según se trate de una raza u otra. Las partes aisladas del vellón muestran grandes diferencias en cuanto a finura y estado de limpieza, según la parte del cuerpo de que procedan.
La clasificación del vellón tiene su importancia, si se aspira a lograr cierta uniformidad en el hilado. Los conejos por ejemplo, que también producen lana, la utilizan también para cubrir el nido donde pondrán a las crías y mantenerlos en calor.

## Lavado de la lana
La lana recién esquilada suele presentarse muy sucia por lo que, antes de proseguir con su elaboración, es preciso limpiarla convenientemente. A fin de ahorrar el costo del flete de las impurezas, se les suele someter a un lavado previo.
En los lavaderos industriales, antes del lavado, la lana se afofa suficientemente, a consecuencia del embalado y del transporte, se presenta todavía en apretados fajos y es muy importante para el buen éxito de la operación que los pelos de la lana dejen paso a los agentes del lavado. Al mismo tiempo hay que eliminar también previamente el polvo, arena y demás impurezas groseras.
Es muy importante que el agua empleada no sea dura ni contenga sales de hierro.
De las lejías sucias de la máquina de lavado pueden recuperarse las sales que constituyen la suarda y la llamada grasa de la lana. De las primeras se obtiene potasa, por destilación y calcinación; purificando la segunda, de color pardo, sucia y maloliente, se extrae la lanolina que constituye una materia prima de gran valor para la preparación de productos farmacéuticos y cosméticos.

## Producción mundial
| Principales productores de lana (2019) (toneladas) | Principales productores de lana (2019) (toneladas) |
| -------------------------------------------------- | -------------------------------------------------- |
| China                                              | 341.120                                            |
| Australia                                          | 328.608                                            |
| Nueva Zelanda                                      | 122.227                                            |
| Reino Unido                                        | 70.467                                             |
| Turquía                                            | 65.030                                             |
| Marruecos                                          | 64.948                                             |
| Rusia                                              | 50.211                                             |
| Irán                                               | 49.064                                             |
| Pakistán                                           | 45.444                                             |
| Argentina                                          | 42.000                                             |
| Sudáfrica                                          | 41.899                                             |
| Turkmenistán                                       | 41.814                                             |
| Kazajistán                                         | 39.492                                             |
| India                                              | 37.887                                             |
| Uzbekistán                                         | 35.115                                             |
| Argelia                                            | 34.718                                             |
| Uruguay                                            | 30.707                                             |

Fuente

## Características
La clasificación de la lana se hace teniendo en cuenta una serie de características, de las cuales las más importantes son: finura, longitud, regularidad en el grado de ensortijado, uniformidad, resistencia, alargamiento, elasticidad, flexibilidad, color, brillo y rendimiento.
La producción mundial de lana lavada es de alrededor de 2 millones de toneladas, siendo los principales productores Australia, Argentina, China, Reino Unido, Rusia, Nueva Zelanda, Sudáfrica y Uruguay.

## Metabolismo
La presencia de los genes MOGAT2 y MOGAT3 en la piel de la especie ovina indica la existencia de una vía alternativa para la síntesis de diacilglicerol (DAG) ya sea bien desde el reciclado generado de monoacilglicerol (MAG) de la movilización de triacilglicerol (TAG) almacenada dentro de la célula para generar ácidos grasos para su incorporación en otros productos o de fuentes externas.
La vía de MOGAT no genera glicerol, el cual necesita fosforilación previa en el hígado para poderse reutilizar para la síntesis de triacilglicerol (TAG) en la piel a través del glicerol-3-fosfato (G3P) elevando la eficiencia del reciclado del glicerol.
La piel produce lipasa LIPH, que libera LPA que participa en el control del desarrollo de los folículos del pelo.
| Raza de ovino | Grosor           | Rendimiento | Uso                       |
| ------------- | ---------------- | ----------- | ------------------------- |
| Merino        | Fina             | 75% al 85%  | Tejidos muy finos         |
| Corriedale    | cruza fina       | 50% al 60%  | Tejidos finos             |
| Romney Marsh  | Cruza media      | 55% al 70%  | Mantas y paños            |
| Lincoln       | Cruza gruesa     | 60% al 75%  | Alfombras, felpudos, etc. |
| Criollas      | Es la más gruesa | -           | Alfombras                 |

## Propiedades
La lana es un material elástico, ignífugo y resiliente.
Propiedades físicas de la lana

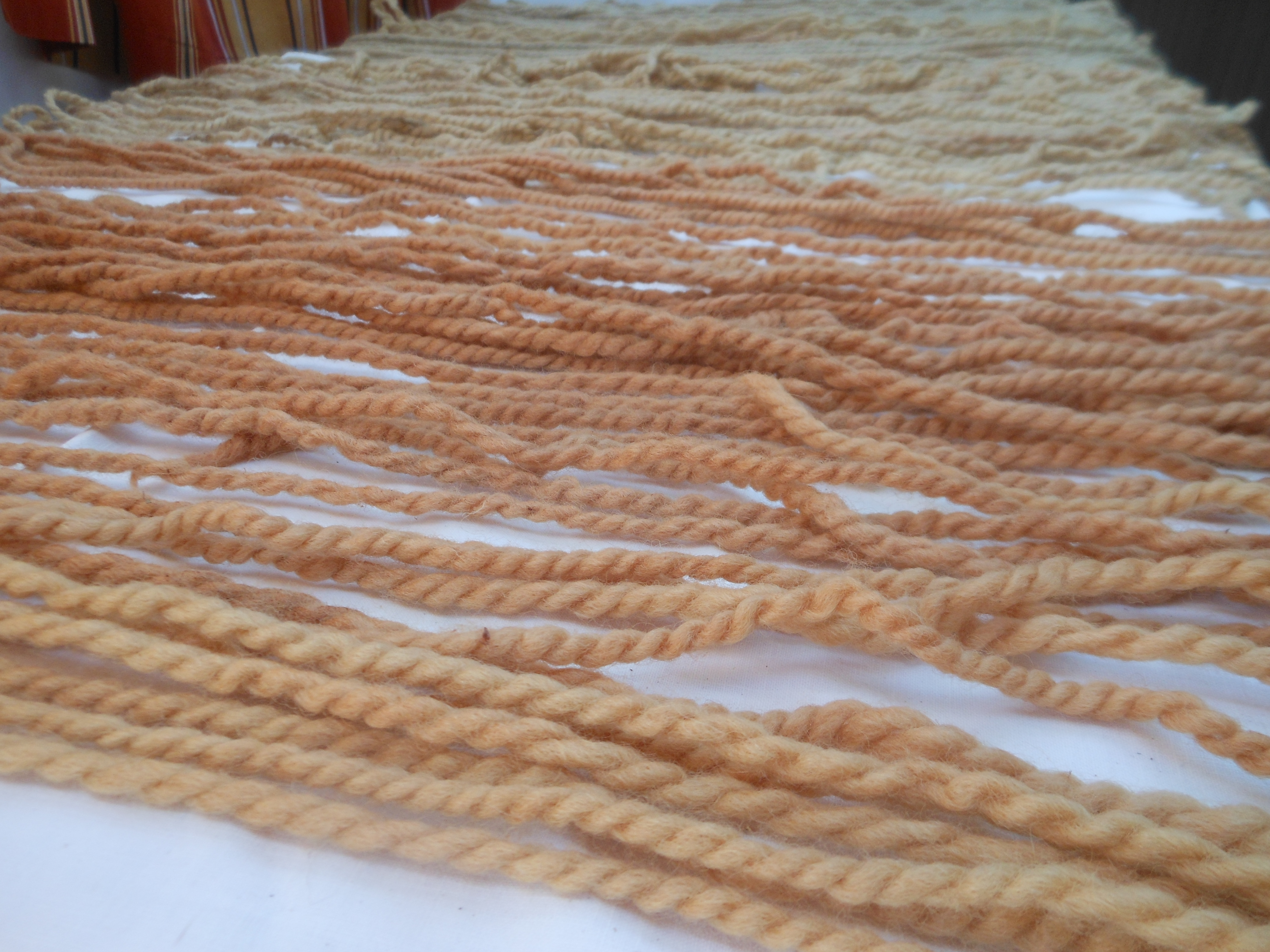
La lana cruda que se extrae de la oveja puede ser teñida utilizando diversos elementos naturales. Se puede usar cáscara de cebolla, remolacha, mate cocido y diversas plantas autóctonas, de las que se usa el fruto, la raíz o las hojas. Para obtener el color se debe colocar alguno de los elementos mencionados en una olla con agua hirviendo y luego de unos minutos retirarlos e introducir la lana. Una vez obtenido el color deseado, retirar la lana utilizando un colador y dejar secar.

1. Resistencia: es la propiedad que le permite a la lana estirarse en gran proporción, antes de romperse. Esto es muy importante, desde el punto de vista textil, dados que procesos de industrialización tales como cardado, peinado e hilado, someten a considerables tensiones a las fibras de lana, que deben poseer extensibilidad suficiente para conservarse íntegras a través de los mencionados procesos.
2. Elasticidad: esta propiedad, íntimamente relacionada con el anterior, se refiere al hecho que la lana regresa a su largo natural, luego de estirarse, dentro de ciertos límites, ya que llega un momento en que, al romperse los enlaces químicos, la lana que no vuelve a su largo original. La elasticidad de la lana es debida a la estructura helicoidal de sus moléculas. Gracias a esta propiedad de recobramiento de la extensión, la lana tiene la capacidad de retener la forma de las vestimentas, y mantener la elasticidad de las alfombras.
3. Higroscopicidad: todas las fibras naturales absorben la humedad de la atmósfera y, entre ellas, la lana es la que lo realiza en mayor proporción; la lana es higroscópica, es decir que absorbe vapor de agua en una atmósfera húmeda y lo pierde en una seca. La fibra de lana es capaz de absorber hasta un 50% de su peso en escurrimiento.
4. Flexibilidad: es la propiedad de las fibras de lana, por lo cual se pueden doblar con facilidad, sin quebrarse o romperse. Esta propiedad es de gran importancia para la industria, tanto en hilandería como en tejeduría, para lograr tejidos resistentes.

Propiedades químicas de la lana
1. Efecto de los álcalis: la proteína de la lana, que recibe el nombre de queratina, es particularmente susceptible al daño de álcalis. Por ejemplo, soluciones de hidróxido de sodio al 5%, a temperatura ambiente, disuelven la fibra de lana.
2. Efecto de los ácidos: la lana es resistente a la acción de los ácidos suaves o diluidos, pero en cambio los ácidos minerales concentrados, como por ejemplo, el sulfúrico y el nítrico provocan desdoblamiento y descomposición de la fibra. Sin embargo, soluciones diluidas de ácido sulfúrico son usados durante el proceso industrial de la lana, para carbonizar la materia vegetal adherida a las fibras.
3. Efecto de los solventes orgánicos: la mayoría de los solventes orgánicos usados comúnmente para limpiar y quitar manchas de los tejidos de lana, son seguros, en el sentido que no dañan las fibras de lana.

Propiedades biológicas de lana
1. Microorganismos: la lana presenta cierta resistencia a las bacterias y los hongos; sin embargo, estos microorganismos pueden atacar las manchas que aparecen en la lana. Si la lana es almacenada en una atmósfera húmeda, aparecen hongos, que incluso pueden llegar a destruir la fibra. Por otra parte, las bacterias que producen podredumbres pueden destruir la fibra, si la lana permanece mucho tiempo en humedad y polvo.
2. Insectos: desde el momento que la lana es una proteína, y que por lo tanto puede ser considerada un producto alimenticio modificado, presenta una fuente de alimento para distintos tipos de insectos. Las larvas de la polilla de la ropa y del escarabajo de las alfombras son los predadores más comunes de la lana; se estima que estos insectos dañan varios millones de kilos de tejido de lana cada año. Se han sugerido varios tratamientos para prevenir este daño; tal es el caso de la fumigación de tejidos de lana con insecticidas, o la aplicación de productos químicos que reaccionen con las moléculas de lana y causen que la fibra no sea palpable para los insectos. Otro sistema es el de poner, en la cercanía de la lana, sustancias que despidan olores nocivos para los insectos.

## Museos
- Centro de Interpretación de la Lana (La Horra)